# Tre Re (Palermo)
Die Chiesa dei Tre Re ist eine Kirche des Barock in Palermo.

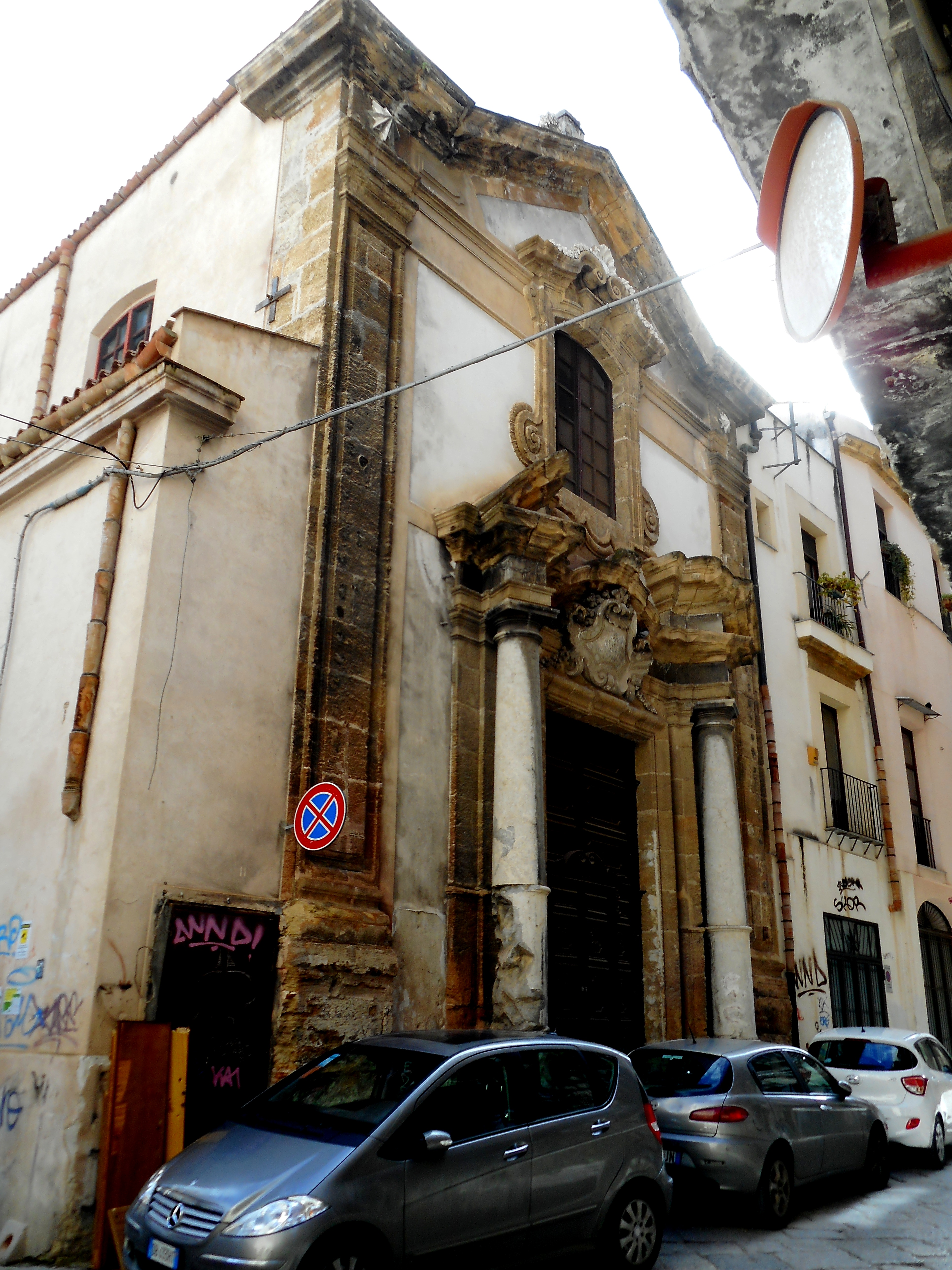
Fassade

## Geschichte
Die 1580 gegründeten „Gemeinschaft der Heiligen Drei Könige“ (Compagnia dei Tre Re) war Auftraggeber der in der Via Santa Maria Montevergini im Stadtteil Capo gelegenen Kirche. 
Nach einem Einwurf des Architekten Francesco Ferrigno wurde sie Mitte des 18. Jahrhunderts in ihrer heutigen Form auf den Grundmauern der Kirche San Giorgio Lo Xeri von 1545 errichtet. 
Erst ab 1997 wurden die schweren Kriegsschäden von 1943 anlässlich der „Itinerari Serpottiani“, einem Ausstellungsprojekt um die Bildhauerfamilie Serpotta behoben.
Nach den Entwürfen von Francesco Ferrigno schufen Procopio Serpotta, sein Sohn Gian Maria sowie seine Mitarbeiter Gaspare Firriolo und Giacomo Guastella allegorische Figuren und die Stuckdekoration der Kirche.
Von Vito D’Anna stammen das Deckenfresko „Triumph der Hl. Drei Könige“ sowie Fresken an den Apsiswänden „Taufe des Hamilkar“ und „Martyrium des Belsazar“ (1751/52).
Das Tafelbild „Anbetung der Heiligen Drei Könige“ von Gioacchino Martorana befindet sich heute im Diözesanmuseum von Palermo und ein Gemälde mit gleichem Inhalt, das Simone de Wrobeck 1585 malte, kam in das Castello Ursino nach Catania.